# Distrito electoral de Central Loup City (condado de Sherman, Nebraska)
Central Loup City (en inglés: Central Loup City Precinct) es un distrito electoral ubicado en el condado de Sherman en el estado estadounidense de Nebraska. En el Censo de 2010 tenía una población de 363 habitantes y una densidad poblacional de 1,03 personas por km².

## Geografía
Central Loup City se encuentra ubicado en las coordenadas 41°18′35″N 99°4′8″O / 41.30972, -99.06889. Según la Oficina del Censo de los Estados Unidos, Central Loup City tiene una superficie total de 353.39 km², de la cual 353.1 km² corresponden a tierra firme y (0.08%) 0.29 km² es agua.

## Demografía
Según el censo de 2010, había 363 personas residiendo en Central Loup City. La densidad de población era de 1,03 hab./km². De los 363 habitantes, Central Loup City estaba compuesto por el 98.9% blancos, el 0.55% eran afroamericanos, el 0.28% eran de otras razas y el 0.28% pertenecían a dos o más razas. Del total de la población el 1.65% eran hispanos o latinos de cualquier raza.